# Lijst van Duitse namen van plaatsen in Polen
Dit is een lijst van Duitse namen van plaatsen die tegenwoordig in Polen liggen. Het gaat hier van oorsprong lang niet in alle gevallen om exoniemen, veel van deze plaatsen waren tot vlak na de Tweede Wereldoorlog geheel of deels Duitstalig. Sommige plaatsen die historisch geen Duitse naam hadden, werden in het nazi-tijdperk omgedoopt.
De Duitse benamingen werden (en worden deels nog) ook in het Nederlands gebruikt. Met name in geschiedkundige context zijn ze nog altijd gangbaar.

## A
- Aalgraben: Węgornik
- Adamsdorf: Sulimierz
- Adlershorst: Orłowo
- Adlig Kublitz: Kobylinczka
- Adelnau (provincie Posen): Odolanów
- Adolfsaue: Zdrójno
- Adolfshof: Grębocin
- Agneshof: Rosnowo Choieńskie
- Albendorf: Wambierzyce
- Albertinenburg: Lutówko
- Albertinenhof: Mokryca
- Albrechtsdorf b. Bartenstein: Wojciechy
- Albrechtsdorf: Karczno
- Allenstein: Olsztyn
- Alt Banzin: Będzino
- Alt Beelitz: Stare Bielice
- Alt Berun: Bieruń
- Alt Blessin: Stare Błeszyn
- Alt Bork: Stary Borek
- Alt Buckow: Bukowo
- Altcüstrinchen: Kostrzynek
- Alt Damerow: Stara Dąbrowa
- Alt Damm: Szczecin-Dąbie
- Alt Dargsow: Dargoszewo
- Alt Deetz: Stara Dziedzina
- Alt Diedersdorf: Stare Dzieduszyce
- Alt Döberitz: Stara Dobryca
- Alt Drewitz: Drzewice
- Altendorf: Łatno
- Altenfließ: Trzebawie
- Altenhagen: Dobiesław
- Altenkirchen: Łukowice
- Alt Falkenberg: Chabowo
- Alt Fanger: Węgorza
- Alt Grape: Stare Chrapowo
- Alt Gurkowschbruch: Górecko
- Altenfließ: Przyłęg
- Altenwedel: Sicko
- Althagen: Brzózki
- Altheide: Sierakowo
- Altheide: Polanica Zdrój
- Althof: Petrykozy
- Althorst: Podlesie
- Althütte: Łasko
- Althütten (Kreis Neustettin): Stare Łozice
- Alt Hütten (Kreis Belgard): Dobino
- Altkarbe: Stare Kurowo
- Altkarber Berge: Kawki
- Altklücken: Stary Klukom
- Alt Libbehne: Lubiana Pyrzycka
- Alt Lietzegöricke: Stare Łysogórki
- Alt Lülfitz: Lulewice
- Alt Marrin: Mierzyn
- Alt Neisbach bij Glatz (Silezië): Potoczek
- Alt Prilip: Stary Przylep
- Alt Quetzin: Kukini
- Alt Ritzerow: Rycerzewo
- Alt Rüdnitz: Stara Rudnica
- Alt Sanskow: Zajączkowo
- Altsarnow: Żarnowo
- Alt Schlage: Sława
- Alt Springe: Borowa
- Altstadt: Budzistowo
- Altstadt: Krzywiec
- Altstadt: Podgrodzie
- Altstett: Nowa Cerekwia
- Alt Storkow: Storkowo
- Alt Stüdnitz: Stara Studnica
- Alt Tessin: Troczyn
- Alt Tramm: Stramnica
- Alt Werder: Korzystno
- Altwilmsdorf: Stary Wielisław
- Amalienhof: Dworek
- Amalienhof: Starczewo
- Amalienhof: Wierzchosław
- Ankerholz: Przymiarki
- Annaberg: Jelenino
- Annashof: Dobrzyn
- Annenaue: Baranowice
- Argenau: Gniewkowo
- Armenheide: Grzepnica
- Arnhausen: Lipie
- Arnimswalde: Osiedle Załom
- Arnoldsdorf: Jarantowice
- Arnoldshof: Rokitno
- Arnsberg: Gorzysław
- Arnsdorf: Wilczkowo
- Arnswalde: Choszczno
- Aufzug: Lubiatów
- Augustenhof (Kreis Belgard): Liśnica
- Augustenhof (Kreis Beuthen): Augustynów
- Augustenhof (Kreis Dramburg): Czaplin
- Augustenhof (Kreis Neustettin): Ubocze
- Augustenhof (Kreis Pyritz): Sicina
- Augustenhof (Kreis Reppen): Krzywnia
- Augustenhof (Kreis Schlawe): Mirogniew
- Augustenhof (Kreis Soldin): Czyżykowo
- Augustenhof (Kreis Stargard): Piaszcze
- Augusthof: Jedlice
- Augustthal: Podlesie
- Augustwalde (Kreis Arnswalde): Rębusz
- Augustwalde (Kreis Guben): Mikulice
- Augustwalde (Kreis Marienburg): Wieśniewo
- Augustwalde (Kreis Rössel): Augustówka
- Augustwalde (Kreis Stettin): Wielgowo
- Augustwalde (Kreis Stolp): Mirosławin
- Auschwitz: Oświęcim

## B
- Babbin: Babin
- Bachwitz: Wieloleka
- Bachwitz-Erdmannsdorf: Rozwady
- Bachwitz-Sophienthal: Zofjowka
- Bad Altheide: Polanica Zdrój
- Bad Flinsberg: Świeradów-Zdrój
- Bad Königsdorff-Jastrzemb: Jastrzębie Zdrój
- Bad Kudowa: Kudowa Zdrój
- Bad Landeck: Lądek Zdrój
- Bad Polzin: Połczyn Zdrój
- Bad Reinerz: Duszniki-Zdrój
- Bad Salzbrunn: Szczawno-Zdrój
- Bad Ziegenhals: Głuchołazy
- Bad Schönfließ: Trzcińsko Zdrój
- Bahn: Banie
- Bahrfelde: Bara
- Baldebuß: Białobudz
- Baldekow: Białokury
- Baldenburg: Biały Bór
- Ball: Biała
- Ballenberg: Biała Góra
- Balsdrey: Biały Zdrój
- Balster: Biały Zdrój
- Bandekow: Bądkowo
- Barckow: Barkowo
- Barenbuch: Niedżwiedż
- Barenwinkel: Chometowko
- Bärfelde: Smolnica
- Barfußdorf: Żołwia Błoć
- Barm: Bartoszewo
- Barnimskunow: Barnim
- Barnimslow: Barnisław
- Barskewitz: Barzkowice
- Bartenstein: Bartoszyce
- Bartikow: Bartkowo
- Barten: Barciany
- Bartin: Bardy
- Bärwalde (Neumark): Mieszkowice
- Bärwalde (Pommern): Barwice
- Basenthin: Bodzęcin
- Batow: Batowo
- Battin: Batyń
- Batzlaff: Baczysław
- Batzwitz: Baszewice
- Baudach: Budachów
- Baudach: Budziechów
- Bauerhufen: Chłopy
- Bauerwitz: Baborów
- Baumgarten: Prokolno
- Baumgarten: Włodzisław
- Bayershöhe: Steklinko
- Beelitz: Bielice
- Behlkow: Bielikowo
- Beierswalde: Kowalki
- Belgard a.d. Persante: Białogard
- Belgard a.d. Leba : Białogarda
- Belgen: Białęgi
- Belkow: Bielkowo
- Bellin: Bielin
- Bellinchen: Bielinek
- Belostok: Bialystok
- Benz: Benice
- Benzrode: PGR Beczno
- Berent: Koscierzyna
- Berg Dievenow: Dziwnów
- Bergdorf: Górzynska
- Berghuben (1937–45): Kuklice
- Bergen: Góry
- Bergenau: Krzywe
- Bergland: Czarna
- Berg Kolonie: Górki
- Bergoben: Kolonia pod Lasem
- Berkenbrügge: Brzeziny
- Berkenow: Berkanowo
- Berlinchen: Barlinek
- Berndtshöhe: Wierzchno
- Berneuchen: Barnówko
- Bernhagen: Ostrzyca
- Bernsdorf: Brzeżnica
- Bernsee: Breń
- Bernstein: Pełczyce
- Bestiensee: Glinik
- Bethanien: Rajsko
- Beustrin: Bystrzyna
- Beuthen (Oberschlesien): Bytom
- Beuthen an der Oder: Bytom Odrzański
- Beweringen: Bobrowniki
- Beyersdorf: Baczyna
- Beyersdorf: Tetyń
- Bialla: Biała Piska
- Bialutten: Białuty
- Bielitz: Bielsko
- Bielostok: Bialystok
- Bieskau: Nowa Cerekwia
- Billerbeck: Nadrzyn
- Binow: Binowo
- Bistrau: Bystra Śląska
- Birkbruch: Brzezinka
- Birkenwalke: Bogusław
- Birkenwalde: Brzosowo
- Birkenwerder: Pogrzymie
- Birkholz: Brzoza
- Birkholz: Kosobudy
- Bischofsburg: Biskupiec
- Bischofstein: Bisztynek
- Blankenfelde: Brwice
- Blankenhagen: Dłusko
- Blankensee: Płotno
- Blüchersruh (1937–45): Krobielowice
- Blumberg: Morzyca
- Blumenfelde: Lubicz
- Boblin: Bobolin
- Bocksberg: Jaromierzyce
- Bodenhagen: Bagicz
- Bogenthin: Bugocino
- Bohrau (Markt Bohrau): Borów
- Boissin: Byszyno
- Bolkow: Bolkowo
- Boltenhagen: Bełtno
- Bomst: Babimost
- Borchersdorf: Burkat
- Borin: Borzym
- Borkenhagen: Borkowice
- Born: Borne
- Borntin: Borzecin
- Boyadel: Bojadła
- Brallentin: Bralęcin
- Bramstädt: Toporzyk (Połczyn Zdrój)
- Brand: Lubiewo
- Brandesow: Będzieszewo
- Brandsheide: Lubiewko
- Braunsberg: Tucze
- Braunsberg: Braniewo
- Braunsfelde: Bronowice
- Braunsforth: Bród
- Brederlow: Przydarłów
- Brega: Brzeg
- Breitebruch: Łuninka
- Breitenfelde: Dobropole
- Breitenstein: Bobrówko
- Breitenwerder: Pławin
- Bremerheide: Pniewo
- Brendemühl: Jatki
- Brenkenhofsbrink: Mokradła
- Brenkenhofsbruch: Błotno
- Brenkenhofswalde: Błotnica
- Brenkenhofswalde: Jeczydól
- Breslau: Wrocław
- Bresow: Brzowo
- Brieg: Brzeg
- Briese: Brzezinka
- Briesen: Wąbrzeźno
- Briesen (Kreis Belgard): Brzeżno
- Briesen (Kreis Brieg): Brzezina
- Briesen (Kreis Pyritz): Brzezin
- Briesen (Kreis Neustettin): Brzeżno
- Briesenhorst: Brzeźno
- Brietzig: Brzesko
- Brockau: Brochów
- Broitz: Brojce
- Bromberg: Bydgoszcz
- Bruchhausen: Smogolice
- Brunken: PGR Brunki
- Brunow: Bronowo (Połczyn Zdrój)
- Brunn: Bezrzecze
- Brunnstadt: Ozorków
- Brusenfelde: Dębogóra
- Brutzen: Brusno
- Brücken Vorstadt: Zamoście
- Brügge: Ławy
- Brügger Berge: Górne Ławy
- Brünken: Stare Brynki
- Brüsewitz: Brudzewice
- Buchen (1937–45): Budziszów
- Buchholz: Bukwica
- Buchholz: Grabowiec
- Buchholz: Grabowo
- Buchholz: Płonia
- Buchhorst: Żelimucha
- Buchwald: Darszyce
- Buchwerder: Wełmin
- Buchwitz: Budziszów
- Buddenbrock: Krajnik
- Buddendorf: Budno
- Bulgrin: Białogórzyno
- Bunzlau: Bolesławiec
- Burzlaff, Kreis Belgard: Borzysław (Tychowo)
- Burzlaff, Kreis Rummelsburg: Borzysław (Kępice)
- Buslar: Buślary
- Bütow: Bytów
- Butterfelde: Przyjezierze
- Butzke: Buczek (Białogard)

## C
- Cammin: Kamień Pomorski (West-Pommeren)
- Carolath: Siedlisko
- Caseburg: Karsibór (West-Pommeren)
- Charlottenhof: Bogusławiec (West-Pommeren)
- Charlottenhof: Grzybno (West-Pommeren)
- Charlottenhof: Sosny (West-Pommeren)
- Charlottenhof: Wisław (West-Pommeren)
- Charlottenruh: Tywice (West-Pommeren)
- Chinnow: Chynowo (West-Pommeren)
- Cholm: Chełm
- Christinenberg: Kliniska Wielkie (West-Pommeren)
- Christophswalde: Jastrzębnik (West-Pommeren)
- Chursdorf: Mostkowo (West-Pommeren)
- Codram: Kodrąb
- Cosel: Kędzierzyn-Koźle
- Crone an der Brahe: Koronowo
- Crossen: Krosno
- Culm: Chełmno
- Czechowitz: Czechowice
- Czechowitz-Dzieditz: Czechowice-Dziedzice
- Czeplinken: Szczuplinki

## D
- Daarz: Dars
- Daber: Dobra
- Daberkow: Dobrkowo
- Dadow: Dziadowo
- Dahlow: Dalewo
- Damen: Stare Dębno
- Damerfitz: Dąbrowica
- Damerow, Kreis Belgard: Dąbrowa Białogardzka
- Damerow, Kreis Naugard: Dąbrowa Nowogardzka
- Damitz, Kreis Kolberg: Dębica
- Damitz (rivier): Dębnica
- Damuster: Dębostrów
- Dannenberg: Domysłow
- Danzig: Gdańsk
- Dargebanz: Dargobądź
- Dargislaff: Dargosław
- Darkow: Dargikowo
- Darmgardt: Dębogard
- Darrmietzel: Dargomyśl
- Darsewitz: Darzowice
- Darsow: Darżewo
- Dassow: Daszewo
- Deep: Mrzeżyno
- Deetz: Dziedzice
- Degow: Dygowo
- Denkhaus: Pamięcin
- Denzig: Dębsko
- Denzin: Dębczyno
- Deschowitz: Zdzieszowice
- Derschau: Suchy Bór
- Dertow: Derczewo
- Deuthin: Ducino
- Deutsch Eylau: Iława
- Deutsch Krone: Wałcz
- Deutsch Lissa, Breslau-Lissa: Wrocław-Leśnica
- Deutsch Neukirch: Nowa Cerekwia
- Deutsch Piekar: Piekary Śląskie
- Deutsch Pribbernow: Przybiernówko
- Deutsch Wartenberg: Otyń
- Dicking: Dzikowo
- Diebelsbruch: Jaglisko
- Diedrichsdorf: Bolechowo
- Dimkuhlen: Dzięciołowo
- Dingelsberg: Orzechowo
- Dirschau: Tczew
- Dischenhagen: Dzisna
- Dobberphul: Dobropole
- Döbel: Doble
- Döbsow: Dobieszewo Leśne
- Dölitz: Dolica
- Dölzig: Dolsko
- Döringshagen: Wołowiec
- Dohnafelde: Donatowo
- Dolgen: Dołgie
- Dolgenow: Dołganów
- Dorotheenhof: Anielino
- Dorotheenthal: Sarikierz
- Dorow: Dorowo
- Dorphagen: Mechowo
- Drage: Drawa
- Dragebruch: Drawiny
- Neuwaldau: Dragowina
- Dramburg: Drawsko Pomorskie
- Drammin: Dramino
- Drengfurt: Srokowo
- Drenow, Kreis Belgard: Drzonowo Białogardzkie
- Drenow, Kreis Kolberg-Körlin: Drzonowo
- (Schlesisch-)Drenow: Drzonów
- Drenzig, Kreis Schlawe: Drzeńsko
- Dresow: Dreżewo
- Drewitz: Drewica
- Driesen: Drezdenko
- Drosdowen: Drozdowo
- Dubberow (ook: Klein- resp. Groß Dubberow): Dobrowo
- Dübzow: Dobleszewo
- Dünenfeld: Cisowa
- Düringsdorf (ook: Dühringshof): Bogdaniec
- Dünow: Duniewo
- Dürr Arnsdorf, Kreis Neiße, Schlesien: Jarnołtów
- Dürren: Dusin
- Düsterbeck: Orzechowo
- Dummadel: Tąpadły
- Dumzin: Domacyno
- Dzieditz: Dziedzice
- Dziurdziau: Dziurdziewo

## E
- Ebenau: Sulino
- Ebersdorf: Dzikowiec
- Edwardshof: Sobieradz
- Egloffstein: Łagodzin
- Eichberg: Dębogóra
- Eichberg: Żdżary
- Eichelhof Kreis Rawitsch: Zolednica
- Eichelshagen: Trzebórz
- Eichenbrück: Wągrowiec
- Eichenfelde (1935–1945): Szeligowo
- Eichenwalde: Dębice
- Eichfeuer: Barnimowo
- Eichforst: Gajewko
- Eichhorst: Dębiec
- Eichstädt (1940–45): Dąbie
- Eichwerder: Dąbrowa
- Eichwerder: Zagaje
- Eickstedtswalde: Dargocice
- Eiersberg: Skalno
- Eisenhammer: L. Żeleźnica
- Eiserbruch: Kozin
- Elbing: Elbląg
- Eleonorenhof: Zagórcze
- Elis: Machowica
- Elvershagen: Łagiewniki
- Emilienhof: Borzyław
- Emmasthal: Czerwięcino
- Emmyhütten: Krzesimowo
- Engelsburg: Pokrzywno
- Engels Loos: Łaziszcze
- Entepöl: Dobieszyn
- Erbenswunsch: Moczydła
- Erdmannsthal: Łaszewo
- Ermland: Warmia
- Ermland-Mazurië: Warmińsko-Mazurskie
- Ernestinenhof: Dziergów
- Ernestinenhof: Topolinek
- Ernstburg: Łyskowo
- Eschbruch: Rąpin

## F
- Fahlenwerder: Ściechów
- Falkenau: Wałkno
- Falkenberg i. OS: Niemodlin
- Falkenberg, Kreis Belgard: Jastrzębniki
- Falkenberg, Kreis Glatz: Sokolec
- Falkenberg, Kreis Jauer: Sokola
- Falkenberg, Kreis Kolberg: Sokolica
- Falkenberg, Kreis Naugard: Sokolniki
- Falkenberg, Kreis Pyritz: Brzezina
- Falkenburg: Podbórz
- Falkenstein: Sokólsko
- Falkenthal: Drzesz
- Falkenwalde, Kreis Königsberg (Neumark): Wierzchlas
- Falkenwalde, Kreis Stargard: Sokoliniec
- Falkenwalde, Kreis Stettin: Tanowo
- Farbezin: Wierzbecin
- Ferdinandstein: Daleszewo
- Fernosfelde: Rabias
- Fichtwerder: Świerckocin
- Fiddichow: Widuchowa (West-Pommeren)
- Fier: Wytok (West-Pommeren)
- Finkenstein: Drozdowo (West-Pommeren)
- Finkenwalde: Zdroje (West-Pommeren)
- Fischerkaten: Pogorzelica (West-Pommeren)
- Flacke: Miłowo (West-Pommeren)
- Flackenhagen: PGR Potuliny (West-Pommeren)
- Flammberg: Opaleniec (Mazovië)
- Flatow: Złotów (Woiwodschap Piła)
- Flinsberg: Świeradów-Zdrój
- Forsthaus Balbitzow: L. Bielice (West-Pommeren)
- Forsthaus Jägerwerder: L. Dzicz (West-Pommeren)
- Forsthaus Kerngrund: Kryń (West-Pommeren)
- Forsthaus Kesselgrund: Kotlina (West-Pommeren)
- Forsthaus Kirchensee: L. Kościelec (West-Pommeren)
- Forsthaus Lauenbrügge: L. Dębsko (West-Pommeren)
- Forsthaus Möllenberg: G. Młynow (West-Pommeren)
- Forsthaus Pribbernow: L. Borowik (West-Pommeren)
- Forsthaus Sellenthin: L. Zielęcin (West-Pommeren)
- Forsthaus Stabenow: L. Bytowo (West-Pommeren)
- Forsthaus Stolzenberg: G. Rózanki (West-Pommeren)
- Forsthaus Wolfsgrube: L. Debowiec (West-Pommeren)
- Frankenberg: Sobiemyśl (West-Pommeren)
- Frankfurter Dammvorstadt: Słubice
- Frankenstein: Ząbkowice Śląskie (Niederschlesien)
- Franzfelde: Przypolsko (West-Pommeren)
- Franzthal: Głęboczek (West-Pommeren)
- Frauenburg: Frombork
- Freiburg in Schlesien: Świebodzice
- Freienfelde: Kol. Mirowo (West-Pommeren)
- Freienwalde: Chociwel (West-Pommeren)
- Freihaus: Zduńska Wola
- Freiheide: Godowo
- Freiheitsfelde: Brzostowo
- Freiwaldau: Gozdnica
- Freudenberg, Kreis Arnswalde: Pluskocin
- Freudenberg, Kreis Ortelsburg: Radosna Góra
- Freudenberg, Kreis Rastenburg: Radosze
- Freudenberg, Kreis Rössel: Radostowo
- Freyhan: Cieszków
- Friedberg, Kreis Soldin: Sokolniki
- Friedberg, Kreis Treuburg: Glubie Wężewskie
- Friedeberg (Neumark): Strzelce Krajenskie
- Friedeberg, Kreis Labes: Wisław
- Friedeberg, Kreis Löwenberg: Mirsk
- Friedebergschbruch: Żółwin
- Friedenau, Kreis Arnswalde: Konotop
- Friedenau, Kreis Cosel: Cisek
- Friedenau, Kreis Namslau: Wygoda
- Friedenau, Kreis Rastenburg: Gościradowo
- Friedensfelde: Ugory
- Friderikenfelde: Stawin
- Friderikenhof: Dobrosławice
- Friderikenhof: Szwadzim
- Friedersdorf: Łężyce
- Friedland (Niederschlesien): Mieroszów
- Friedland (Oberschlesien): Korfantów
- Friedrichsberg: Błotno
- Friedrichsdorf: Przeborowo
- Friedrichsdorf: Darskowo
- Friedrichsfeld: Wierzchucice
- Friedrichsgnade: Troszczyno
- Friedrichshof: Skrzany
- Friedrichshorst: Pełcza
- Friedrichslust: Kępa Zagajna
- Friedrichsthal: Okunica
- Friedrichsthal: Wydrzany (West-Pommeren) Teil der Stadt Swinemünde
- Friedrichswalde: Podlesie
- Friedrichswill: Zaleszczyce
- Fritzow: Wrzosowo
- Funken: Grądzkie
- Funkenhagen: Gąski
- Fürstenau: Barnimie
- Fürstenfelde: Boleszkowice
- Fürstenflagge: Bolesławice
- Fürstensee: Przywodzie

## G
- Gabbert: Jaworze
- Gaffel: Oparów
- Gandelin: Kędrzyno
- Ganserin: Gasierzyno
- Ganzkow (bei Kolberg): Gąskowo
- Ganzkow (bei Belgard): Gąsków
- Garchen: Garnki
- Garden: Gardno
- Gardin: Gardzin
- Garrin: Charzyno
- Gartz: Gardziec
- Gauerkow: Gaworkowo
- Gaulitz: Gogolice
- Gdingen: Gdynia
- Gebersdorf: Sosnowo
- Gedde: Gościmierz
- Gedwangen: Jedwabno
- Gehlenburg (1939–1945): Biała Piska
- Geiblershof: Iglice
- Geilenfelde: Gilow
- Gellen: Jelenin
- Gellenau: Jeleniów
- Gennin: Jenin
- Georgenberg (Oberschlesien): Miasteczko Śląskie
- Gerdshagen: Gardno
- Gersdorf: Gawroniec
- Gervin: Gorawino
- Gerzlow: Jarosławsko
- Gestüt: Stadn
- Gienow: Gawina
- Giesen: Giżyno
- Giesen: Jeze
- Giesenbrügge: Giżyn
- Giesenthal: Gizyn
- Gieskow: Giżkowo
- Giesmannsdorf: Gostków
- Gießmannsdorf: Gosciszów
- Gilgenburg: Dąbrówno
- Glambeck: Głębokie
- Glansee: Gołancz Pom.
- Glasenapp: Godzisław
- Glasow: Głazów
- Glatz: Kłodzko
- Glatzer Neiße: Nysa Kłodzka
- Gleiwitz: Gliwice
- Glewitz: Glewice
- Glien: Glinna
- Glietzig: Glicko
- Glietzig: Klepnica
- Glötzin: Głodzino
- Glogau: Głogów
- Gnesen: Gniezno
- Gnojau: Gnojewo
- Goldbeck: Sulino
- Gollin: Golina
- Gollnow: Goleniów
- Gollnowshagen: Białun
- Golz: Woliczno
- Golzenruh: Gołcza
- Göritz: Górzyca
- Göritz: Gorzyna
- Gornow: Górnowo
- Gossow: Goszków
- Gotenhafen (1939–1945): Gdynia
- Gottberg: Boguszyny
- Gottschimm: Gościm
- Gottschimmerbruch: Góścimiec
- Grabow: Grabowo
- Grabow (rivier): Grabowa
- Gräbnitzfelde: Grabnica
- Gräfenbrück: Zatocze
- Gräwenhagen: Grabin
- Gralow: Gralewo
- Grambow: Grębowo
- Gramenz: Grzmiąca
- Gramhof: Luboradz
- Gramhusen: Brodniki
- Gramsfelde: Grąsy
- Grandhof: PGR Grąd
- Grandshagen: Grądy
- Granow: Granowo
- Granzin, Kreis Belgard: Gręzino
- Granzin, Kreis Stolp: Grąsino
- Granzow: Chrząstowo
- Grapow: Chrapów
- Graseberg: Zielonczyn
- Grassee: Studnica
- Graudenz: Grudziądz
- Greifenberg: Gryfice
- Greifenhagen: Gryfino
- Grenzhof: PGR Graniczna
- Grenzeck: Czermna
- Gribow: Grzybowo
- Griesenfelde: Grzyżyno
- Gristow: Chrząszczewo
- Grössin: Krosino
- Groß Benz: Bienice
- Groß Borckenhagen: Borkowo
- Großburg: Borek Strzeliński
- Groß Chelm: Chełm Śląski
- Groß Dubberow: Dobrowo
- Groß Ehrenberg: Przekolono
- Großendorf: Władysławowo
- Großenhagen: Tarnowo
- Großer See: Jezioro Wielke
- Groß Dubberow: Dobrowo
- Groß Gardienen: Gardyny
- Groß Grünow: Gronowo
- Großgut: Chomętowo
- Groß Jestin: Gościno
- Groß Justin: Gostyń
- Groß Koschlau: Koszelewy
- Groß Koslau: Kozłowo
- Groß Küssow: Koszewo
- Groß Latzkow: Laskowo
- Groß Leistikow: Lestkowo
- Groß Lensk: Wielki Łęck
- Groß Mandelkow: Będargowo
- Groß Moitzow: Mojszewo
- Groß Mokratz: Mokrzyca Wielka
- Groß Möllen: Mielno
- Groß Montau: Mątowy Wlk.
- Groß Morin: Murzynno
- Groß Mützelburg: Mysliborz Wlk.
- Groß Panknin: Pękanino
- Groß Pobloth: Pobłocie Wielkie
- Groß Poplow: Popielewo
- Großporitsch: Porajów
- Groß Raddow: Radowo Wielkie
- Groß Rambin: Rąbino
- Groß Reichow: Rychowo
- Groß Rischow: Ryszewo
- Groß Rosen: Rogoźnica
- Groß Sabow: Żabowo
- Groß Satspe: Zaspy Wielkie
- Groß Schläfken: Sławka Wielka
- Groß Schlatikow: Słodkowo
- Groß Schlönwitz: Słonowice (Kobylnica)
- Groß Schönfeld: Żrczyn
- Groß Schönfeld: Obryta
- Groß Silber: Sulibórz
- Groß Sophienthal: Warcisławiec
- Groß Spiegel: Pożrzadło
- Groß Stein: Kamień Śląski
- Groß Strehlitz: Strzelce Opolskie
- Groß Tinz: Tyniec nad Ślężą
- Groß Tychow: Tychowo
- Groß Voldekow: Wełdkowo
- Groß Wachlin: Warchlino
- Groß Wardin: Wardyń Dolny
- Groß Weckow: Wiejkowo
- Groß Wubiser: Nowe Objezierze
- Groß Zapplin: Czaplin Wielki
- Groß Zarnow: Czarnowo
- Grünberg: Zielona Góra
- Grunau: Krzewina
- Grünberg: Rześnica
- Grüneberg: Golice
- Grüneberg: Skrzynka
- Grünhof: Borowiec
- Grünhof: Zieleniewo
- Grünhof: Święciechowo
- Grünhorst: Modrzewie
- Grünrade: Grzymiradz
- Grüssow: Gruszewo
- Guckelwitz: Kuklice
- Guhden: Gądno
- Gummin: Gąbin
- Gumminshof: Mirosławice
- Gumtow, Kreis Belgard-Schivelbein: Chomętowo
- Gumtow, Kreis Greifenberg: Chomętowo
- Gurkow: Górki Noteckie
- Guscht: Goszczanów
- Gustava: PGR Połczyno
- Güstebiese: Gozdowice
- Gut Babin: PGR Babin
- Gut E: Rokicie
- Gutscherholländer: Goszczanowiec
- Gutscherbruch: Goszczanówka
- Gutsdorf: Cybowo
- Gut Liebenow: PGR Lubanowo
- Gut Mohrin: Moryn Dwór
- Gut Neuendorf: PGR Piaskowo
- Gut Schöneu: Sienno Górne
- Gut Werblitz: PGR Wierzbówek
- Guteherberge: Lipce
- Gutendorf: PGR Wrześno
- Gutzmin: Chocimino
- Göhren: Górzno
- Görke a. d. R.: Górzyca
- Görke: Górki
- Görlitzer Neiße: Nysa Łużycka
- Görlsdorf: Góralice
- Gülzow: Golczewo
- Güntersberg: Nosowo
- Güntershagen: Lubieszewo
- Gürgenaue: Niwica
- Güstow: Ustowo
- Gützlaffshagen: Gosław

## H
- Hackelspring: Krzynka
- Hackenwalde: Krępsko
- Hagelfelde: Przeczno
- Hagen, Kreis Cammin: Recław
- Hagen, Kreis Randow: Tatynia
- Hagenhorst (bis 1862: Glashütte): Kocury
- Hagenow: Bieczyno
- Haideschäferei: Niwy
- Halbau: Iłowa
- Hammelstall: Owczarki
- Hammer: Buszów
- Hammer: Babigoszcz
- Hammer: Drogeradz
- Hammer: Karwin
- Hammergut: Bożejewko
- Hammermühle: Kępice
- Hammermühle: Wężnik
- Hanseberg: Krzymów
- Hansfelde, Kreis Belgard: Kościanka
- Hansfelde, Kreis Deutsch Krone: Kłosowo
- Hansfelde, Netzekreis: Gieczynek
- Hansfelde, Kreis Schlochau: Nadziejewo
- Hansfelde, Kreis Stargard in Pommern: Tychowo
- Harmsdorf: Niewiadowo
- Hartenau: Twardawa
- Haseleu: Orle
- Hasselbusch: Niesporowice
- Hassendorf: Zólwino
- Hauswerder: Prądnik
- Haus Hohenwalde: Czuchla
- Heerwegen (1937–1945): Polkowice
- Heidchen: Nieznań
- Heidebrink: Międzywodzie
- Heidekavel: Radachowo
- Heidemühle: Prostki
- Heidersdorf: Łagiewniki
- Heinersdorf, Kr. Landsberg: Chwalecice
- Heinersdorf: Jędrzychów (Zielona Góra)
- Heinersdorf, Kr. Neisse: Dziewiętlice
- Heinrichsdorf, Kr. Neidenburg: Płośnica
- Heinrichsdorf: Babinek
- Heinrichsfelde: Ustok
- Heinrichshof, Kr. Kolberg: Kądzielno
- Heinrichshof, Kr. Cammin: Sosnowice
- Heinrichshorst, Kr. Pyritz: Zadeklino
- Heinrichsthal: Przewłoki
- Heinrichswalde: Kaszewo
- Heisternest: Jastarnia
- Heller: Łowin
- Helmersruh: Oraczewice
- Helpe: Chelpa
- Henkenhagen: Upadły
- Henkenhagen: Ustronie Morskie
- Henkenheide: Krężel
- Henningswalde: Łęczna
- Herdhausen (1937–45): Wilczków
- Herrmannsthal: Racimierz
- Hermannsthal O.S. (1936–45): Murów
- Hermelsdorf: Nastazin
- Hermsdorf: Chomętowo
- Herrendorf: Chłopowo
- Herrmannsdorf: Męcinka
- Hertelsaue: Jaźwiny
- Heyde: Modrzewiec
- Heydebreck: Potuliniec
- Himmelstädt: Mironice
- Himmelwitz: Jemielnica
- Hindenburg O.S. (1915–1945): Zabrze
- Hindenburg: Kościuszki
- Hinzendorf: Sowno
- Hirschberg: Jelenia Góra
- Hirschberg: Baszki
- Hitzdorf: Obiezierze
- Hochzeit: Str. Osieczno
- Hofdamm: Dębina
- Hoff: Trzęsacz
- Hoffelde: Dargomyśl
- Hohenbenz: Bieńczyce
- Hohenbrück: Widzieńsko
- Hohen Drosedow: Drozdowo
- Hohenfelde: Miłogoszcz
- Hohenfier: Kamień Rymański
- Hohengrape: Chrapowo
- Hohenheide: Zbrojewo
- Hohenkarzig: Gardzko
- Hohenkränig: Grn. Krajnik
- Hohenleese: Leśno
- Hohenlübbichow: Lubiechow Gorny
- Hohensalza (ab 1904): Inowrocław
- Hohenstein: Olsztynek
- Hohenwalde: Wysoka
- Hohenwardin: Wardyń Górny
- Hohenwartenberg: PGR Chełm Grn.
- Hohenzahden: Siadło Grn.
- Hohenziethen: Sitno
- Hohen Lübbichow: Grn. Lubiechów
- Hohen Schönau: Jenikowo
- Holm: Chełm Gryficki
- Holzhagen: Leszczno
- Hopfenberg: Chmielno
- Horst, Kr. Regenwalde: Chwarstno
- Horst, Kr. Greifenberg: Niechorze
- Horst, Kr. Pyritz: Turze
- Hospitalvorwerk: Zapłocie
- Hubachs Teerofen: Czarny Las
- Hufenbruch: Szable
- Hägerfelde: Gozdno
- Höckenberg: Maliniec
- Hummelstadt (1939–45): Lewin Kłodzki
- Hünenberg: Zagórki (Drawsko Pomorskie)
- Hütte: Płoszkowo

## I
- Ihna: Ina
- Ilkenau: Olkusz
- Immenhaof: Imno (West-Pommeren)
- Immenthal: Imno (West-Pommeren)
- Isergebirge: Góry Izerskie
- Inowrazlaw (bis 1904): Inowrocław
- Isinger: Nieborowo (West-Pommeren)

## J
- Jaasde: Jazyy
- Jaasder Katen: Jażdże
- Jackschönau: Jaksonów
- Jacobshagen: Dobrzany
- Jädersdorf: Strzelczyn
- Jädickendorf: Godków
- Jägersburg: Lipinka
- Jägersfelde: Polesiny
- Jägerthal: Wymykowo
- Jagertow: Ogartowo
- Jagow: Jagów
- Jahnsfelde: Janczewo
- Jakobsdorf: Błotno
- Jakobsdorf: Cianowo
- Jakobsdorf: Danowo
- Jakobsdorf: Sienica
- Jakobswalde: Kotlarnia
- Janikow: Jankowo
- Jarchlin: Jarchlino
- Jarchow: Jarkowo
- Jarmbow: Jarzębowo
- Jasenitz: Jasienica
- Jassow: Jarszewko
- Jassow: Jarszewo
- Jastrzemb: Jastrzębie Zdrój
- Jatzel: Jasiel
- Jauer: Jawor
- Jeltsch: Jelcz
- Jeseritz: Jezierzyce (Rąbino)
- Johanneshöhe: Janowo
- Johannesthal: Gorzeszew
- Johanneswunsch: Rolewice
- Johannisberg: Grebice
- Johannisberg: Lubkowice
- Johannisberg: Osetna
- Johannisburg: Pisz
- Johannisthal: Janowo
- Jonasberg: Zagórze
- Jordan: Jordanowo.
- Julianenhof: Jaszysław
- Julienhof: Ślizno
- Justemin: Gostomin
- Justin: Gostyń Łobeski
- Justinenhof: PGR Tarnowo

## K
- Kainscht (ook: Kainsch, Kainsche): Kęszyca
- Kalet: Kalety
- Kalisch: Kalisz
- Kämitz: Kamica
- Kamissow: Kamosowo
- Kandien: Kanigowo
- Kappe (Kreis Belgard-Schivelbein): Kapice
- Kappe (Kreis Deutsch Krone): Kępa
- Kappe (Kreis Flatow): Trudna
- Karlshof: Jarogniew
- Karsbaum: Karsibór
- Kartlow (Kreis Belgard-Schivelbein): Kartlewo
- Kartlow (Kreis Cammin i.Pom.): Kartlewo
- Kaseburg: Karsibór
- Kattowitz: Katowice
- Kavelsberg: Ogrodno
- Kawantz: Kowańcz
- Keßburg: Karsibór
- Kieckow: Kikowo
- Klanzig: Klęcko
- Klein Arnoldsdorf: Jarantowiczki
- Klein Dievenow: Dziwnówek
- Klein Dubberow: Dobrowo
- Klein Heinersdorf: Zagórze (Lubrza)
- Klein Krössin: Krosinko
- Klein Panknin: Pękanino
- Klein Pobloth: Pobłocie Małe
- Klein Poplow: Popielewko
- Klein Rambin: Rąbinko
- Klein Reichow: Rychówko
- Klein Satspe: Zaspy Małe
- Kleinschönau: Sieniawka
- Klein Strehlitz: Strzeleczki
- Klein Voldekow: Wełdkówko
- Klein Wubiser: Stare Objezierze
- Klempin: Klępino Białogardzkie
- Klemzow (Kreis Belgard-Schivelbein): Klępczewo
- Klemzow (Kreis Königsberg in der Neumark): Klępicz
- Klettendorf: Klecina
- Klingenberg, Kreis Bartenstein: Ostre Bardo
- Klingenberg, Kreis Braunsberg: Łozy
- Klockow: Kłokowo
- Klötzin: Kłodzino
- Kloppitz: Kłopot
- Kloppsee: Chłob
- Klütz: Klucz
- Klützkow: Kluczkowo
- Koberwitz: Kobierzyce
- Kodram: Kodrąb
- Kohlfurt: Węgliniec
- Kolberg: Kołobrzeg
- Kolbitzow: Kołbaskowo
- Kollatz: Kołacz
- Kolmar: Chodziez
- Kolonnowska: Kolonowskie
- Kolzig: Kolsko
- Königsdorff-Jastrzemb: Jastrzębie Zdrój
- Königshain: Działoszyn
- Königshütte: Chorzów
- Königsberg/Neumark: Chojna
- Königszelt: Jaworzyna Śląska
- Königswalde:  Lubniewice
- Königswaldau: Okmiany
- Kontopp: Konotop
- Körlin: Karlino
- Korschen: Korsze
- Koschentin: Koszęcin
- Koslau: Kozłowo
- Köslin: Koszalin
- Kosten: Kościan
- Kösternitz: Kościernica
- Kosztow: Kosztowy
- Kowalk: Kowalki
- Krakau: Kraków
- Krampe (Kreis Belgard): Krępa
- Krampe (Kreis Stolp): Krępa Słupska
- Krangen: Krąg
- Krappitz: Krapkowice
- Kraschnitz: Krośnice
- Kreika: Krajków
- Kreisau: Krzyżowa
- Kreitzig: Krzecko
- Krenau: Chrzanów
- Kreuz (Ostbahn): Krzyż Wielkopolski
- Kreuzburg O. S.: Kluczbork
- Kreuzenort: Krzyżanowice
- Krieblowitz: Krobielowice
- Kriescht: Krzeszyce
- Krone an der Brahe: Koronowo
- Krotoschin: Krotoszyn
- Krukenberg: Krukowo
- Krummhübel: Karpacz
- Kruppamühle: Krupski Młyn
- Kublitz: Kobylnica
- Kucklow: Kukułowo
- Kulmsee: Chełmża
- Kunzendorf an der Biele (Kreis Habelschwerdt): Trzebieszowice
- Kunzendorf bei Neurode (Kreis Glatz): Drogosław
- Kussenow: Koszanowo
- Küstrin: Kostrzyn
- Kutzdorfer Eisenhammer: Reczyce

## L
- Labuhn: Lubuń
- Lahna: Łyna
- Landeck: Lądek Zdrój
- Landeshut: Kamienna Góra
- Landsberg an der Warthe: Gorzów Wielkopolski
- Landsberg (Oberschlesien): Gorzów Śląski
- Landsberg (Ostpreußen): Górowo Iławeckie
- Langenbrück (Landkreis Habelschwerdt): Mostowice
- Langen: Łęgi
- Langenbielau: Bielawa
- Langenbrück (Landkreis Neustadt, Oberschlesien): Moszczanka
- Langenhaken: Grądzkie
- Langer See: Jezioro Długie
- Lankow: Łąkowo
- Lask: Łask
- Laskowitz: Laskowice Oławskie
- Latzig, Kreis Belgard: Laski
- Latzig, Kreis Deutsche Krone: Laski Wałeckie
- Latzig, Kreis Köslin: Laski Koszalińskie
- Latzig, Kreis Schlawe: Laski
- Lauban: Lubań
- Lauenburg: Lębork
- Laurahütte: Siemianowice Śląskie
- Lausitzer Neiße: Nysa Łużycka
- Lautenburg: Lidzbark
- Lazy: Łazy
- Lebbin: Lubin
- Lebus: Lebus
- Lehde: Trzciniec Dolny
- Leitznitz: Leśnica (rivier)
- Lenkau: Łąki Kozielskie
- Lentschütz: Łęczyca
- Lenzen: Łęczno
- Leobschütz: Głubczyce
- Leschczin: Czerwionka-Leszczyny
- Lewin: Lewin Kłodzki
- Lichtenberg: Jasna Góra
- Liebemühl: Miłomłyn
- Liebsee: Liwiec
- Liebstadt: Miłakowo
- Liegnitz: Legnica
- Liepz : Lipce
- Lindenbusch : Lipce
- Lippehne: Lipiany
- Lissa (Deutsch Lissa, Breslau-Lissa): Wrocław-Leśnica
- Lissa (Polnisch Lissa): Leszno
- Lissa (Kr. Görlitz): Lasow
- Litzmannstadt (1940–1945): (Łódź)
- Löwenberg: Lwówek Śląski
- Lötzen (Masuren, Ostpreußen): Giżycko
- Lodsch: Łódź
- Lüben: Lubin
- Lülfitz: Lulewice
- Lugknitz: Łęknica
- Lutzig: Stare Ludzicko
- Lyck: Ełk

## M
- Malapane: Ozimek
- Malchow: Malechowo
- Mallmitz: Małomice
- Mantel: Mętno
- Marienburg: Malbork
- Marienfließ: Marianowo
- Marienthal: Niemojów
- Marienwalde: Bierzwnik
- Marienwerder: Kwidzyn
- Markersdorf: Markocice
- Marklissa: Leśna
- Markstädt: Laskowice Oławskie
- Markt Bohrau: Borów
- Matzkirch: Maciowakrze
- Masuren: Mazury
- Mehlsack: Pieniężno
- Meseritz (Brandenburg): Międzyrzecz
- Meseritz (Kreis Belgard): Międzyrzecze
- Mielenz: Miłoradz
- Mietzel: Myśla
- Militsch: Milicz
- Milken: Miłki
- Misdroy: Międzyzdroje
- Mittelwalde: Międzylesie
- Mixstadt: Mikstat
- Mohrin: Moryń
- Mohrungen: Morąg
- Moltow: Mołtowo
- Morrn: Murzynowo
- Moys: Zgorzelec-Ujazd
- Mühldorf: Młynów
- Mühlhausen (Ostpreußen): Młynary
- Münsterberg: Ziębice
- Muglitz (rivier): Mogilica
- Murow: Murów
- Muschaken: Muszaki
- Muttrin (Kreis Belgard): Motarzyn
- Muttrin (Kreis Stolp): Motarzyno
- Muttriner Mühle: Zastawa
- Mützenow: Mozdzanowo

## N
- Nabern: Oborzany
- Naffin: Nawino
- Natztow: Nasutowo
- Naumburg am Queis: Nowogrodziec
- Naumburg am Bober: Nowogród Bobrzański
- Neidenburg: Nidzica
- Neisse: Nysa
- Nelep: Nielep
- Nemischhof: Niemieńsko
- Nemmin: Niemierzyno
- Nemrin: Niemierzyno
- Nettkow: Nietków, siehe Czerwieńsk
- Netze: Noteć
- Neu Buckow : Bukówko
- Neudamen: Nowe Dębno
- Neudamm: Dębno
- Neuendorf auf der Insel Wollin: Wisełka
- Neuhof, Kreis Belgard: Trzebiec
- Neuhof, Kreis Neidenburg: Nowy Dwór (Jedwabno)
- Neuhütten: Nowe Łozice
- Neu Kollatz: Kołaczek
- Neu Liepenfier: Lipno
- Neu Lülfitz: Lulewiczki
- Neu Lutzig: Nowe Ludzicko
- Neumark: Stare Czarnowo
- Neumarkt: Środa Śląska
- Neumarkt: Nowe Miasto Lubawskie
- Neumühl: Namyślin
- Neu Ritzerow: Rycerzewko
- Neurode: Nowa Ruda
- Neusalz an der Oder: Nowa Sól
- Neusandez: Nowy Sącz
- Neu Sanskow: Zajączkówko
- Neu Schlage: Sławka
- Neustadt in Oberschlesien: Prudnik
- Neustadt in Westpreußen: Wejherowo
- Neustettin: Szczecinek
- Neuteich: Nowy Staw
- Neuwarp: Nowe Warpno
- Neuwasser: Dabki
- Neuwedell: Drawno
- Nieder Jastrzemb: Jastrzębie Zdrój
- Nieder Lübbichow: Lubiechów Dolny
- Nieder Saathen: Zaton Dolna
- Niederschlesien: Dolnośląsk
- Niederwutzen: Osinów Dolny
- Nieder Zahden: Siadło Dolne
- Nikolai: Mikołów
- Nikolaiken: Mikołajki
- Nikolstadt: Mikołajowice
- Nimptsch: Niemcza
- Nipter: Nietoperek
- Nörenberg: Ińsko
- Nossin: Nieżyn

## O
- Oberglogau: Głogówek
- Ober Lazisk: Łaziska Górne
- Obernigk: Oborniki Śląskie
- Oberschlesien: Górny Śląsk
- Obersee (1939–1945): Wilczkowo
- Oder: Odra
- Odereck, Tschicherzig: Cigacice
- Oels: Oleśnica
- Ohlau: Oława
- Olkusch: Olkusz
- Oppeln: Opole
- Ortelsburg: Szczytno
- Orzesche: Orzesze
- Osorkau: Ozorków
- Osterode: Ostróda
- Ostrolenka: Ostrołęka
- Ostrowo: Ostrów Wielkopolski

## P
- Panzerin: Pęczerzyno
- Paradies: Gościkowo
- Passenheim: Pasym
- Passentin: Paszęcin
- Pastern (1937–45): Pasterzyce
- Pasterwitz: Pasterzyce
- Parchau: Parchowo
- Penzig: Pieńsk
- Persante: Parsęta
- Petersdorf (Kreis Belgard): Żukówek
- Petersdorf (Kreis Oststernberg): Jemiołów
- Petrikau: Piotrków Trybunalski
- Pitschen: Byczyna
- Pleß: Pszczyna
- Plock: Płock
- Plöne: Płonia
- Plozk: Płock
- Poberow: Pobierowo
- Podewils (Kreis Belgard): Podwilcze
- Podewils (Kreis Oppeln): Kały
- Polchlep: Półchleb
- Polkwitz: Polkowice
- Polnisch Krone: Koronowo
- Polnisch Lissa: Leszno
- Polnisch Wartenberg: Syców
- Poplow: Popielewo
- Poppelau: Popielów
- Posen: Poznań
- Powitzko: Powidzko
- Praschnitz: Przasnysz
- Prausnitz: Prusice
- Preußisch Holland: Pasłęk
- Pribslaff: Stary Przybysław
- Prillwitz: Przelewice
- Priment: Przemęt
- Prisselbach (1937–45): Przecławice
- Prisselwitz: Przecławice
- Prömsel: Przemyśl
- Pumlow: Pomianowo
- Pustamin: Postomino
- Pustar: Pustary
- Pustchow: Pustkowo
- Putzig: Puck
- Pyritz: Pyrzyce

## Q
- Quartschen: Chwarszczany
- Queis (rivier): Kwisa
- Quisbernow: Biernów

## R
- Rabbun: Robuń
- Radmeritz: Radomierzyce
- Radüe: Radew
- Raduhn: Raduń
- Radzionkau: Radzionków
- Rahmel: Rumia
- Rampitz: Rapice
- Randsdorf (1935–45): Wieszowa
- Rarfin: Rarwino
- Rarvin: Rarwino
- Rathsdamnitz: Dębnica Kaszubska
- Ratibor: Racibórz
- Rastenburg: Kętrzyn
- Rauden, Kreis Belgard: Rudno
- Rauden, Kreis Freystadt: Rudno
- Rauden, Kreis Osterode/Ostpreußen: Rudno
- Ravenstein: Wapnica
- Rawitsch: Rawicz
- Redel: Redło
- Redlin: Redlino
- Reetz: Recz
- Rehnitz: Renice
- Reibersdorf: Rybarzowice
- Reichenau (Sachsen): Bogatynia
- Reichenbach: Dzierżoniów
- Reichshof (1942–1945): Rzeszów
- Reinerz: Duszniki Zdrój
- Reinfeld: Bierzwnica
- Reppen (Neumark): Rzepin
- Repzin: Rzepczyno
- Retzin: Rzecino
- Reussenau: Rusinowo
- Rheda: Reda
- Rhein: Ryn
- Riesengebirge: Karkonosze
- Ringenwalde: Dyszno
- Ristow (Kreis Belgard): Rzyszczewo
- Ristow (Kreis Schlawe): Rzyszczewo
- Ritschenwalde: Ryczywół
- Ritzerow: Rycerzewko
- Ritzig: Nowe Resko
- Röglin: Rogalino
- Roggow (Kreis Belgard): Rogowo
- Roggow (Kreis Regenwalde): Rogowo
- Roggow (Kreis Saatzig): Rogowo
- Röhlshof: Role
- Rohnau: Trzciniec
- Rohrbeck: Rosnowo
- Rohrquell (1935–45): Krajków
- Rörchen: Rurka
- Rosenthal: Różańsko
- Rößlingen (1937–1945): Kobierzyce
- Rostin: Rościno
- Rothbach (1937–47): Żórawina
- Rothenburg an der Oder: Czerwieńsk
- Rothsürben: Żórawina
- Rübenau (1937–45): Szukalice
- Rückers Szczytna
- Ruda (Oberschlesien): Ruda Śląska
- Rufen: Rów
- Rügenwalde: Darłowo
- Rügenwaldermünde: Darłowko
- Rumbske: Rumsko
- Rummelsburg: Miastko
- Ruschendorf: Rusinowo
- Rusdorf: Posada
- Russenau: Rusinowo
- Rützenhagen (Kreis Belgard-Schivelbein): Rusinowo
- Rützenhagen (Kreis Schlawe): Rusinowo

## S
- Saalfeld: Zalewo
- Saarau: Żarów
- Saberau: Zaborowo
- Sagan: Żagań
- Sager (Kreis Belgard): Zagórze
- Sager (Kreis Cammin): Zagórze
- Salzberg: Bochnia
- Salzhof: Wapno
- Saybusch: Żywiec
- Scharfenwiese (1941–45): Ostrołęka
- Scharnau: Sarnowo
- Scharre: Turoszów
- Schiedlo: Szydlow
- Schieratz: Sieradz
- Schildberg: Golenice
- Schimischow: Szymiszów
- Schinz: Sińce
- Schippenbeil: Sępopol
- Schlaney: Słone
- Schlawa: Sława
- Schlawe: Sławno
- Schlegel: Słupiec
- Schlenzig: Słowieńsko
- Schlesien: Śląsk
- Schlibbe: Słubia
- Schlichtingsheim: Szlichtyngowa
- Schlochau: Człuchów
- Schlönwitz: Słonowice (Brzeżno)
- Schloppe: Człopa
- Schmenzin: Smęcino
- Schmiedehof (1939–1945): Kowalki
- Schmograu: Smogorzów
- Schneekoppe: Śnieżka
- Schneidemühl: Piła
- Schnellau(1937–1945): Słone
- Schokken: Skoki
- Schömberg: Chełmsko Śląskie
- Schönau an der Katzbach: Świerzawa
- Schönbankwitz: Szczepankowice
- Schönberg: Sulików
- Schöneck: Skarszewy
- Schönlehn (1937–45): Szczepankowice
- Schrimm: Śrem
- Schröttersburg: Płock
- Schwarzstein: Czerniki
- Schweidnitz: Świdnica
- Schwerin a.d. Warthe: Skwierzyna
- Schwersenz: Swarzędz
- Schwertern (1937–45): Jaksonów
- Schwiebus:,Świebodzin
- Schwornigatz: Swornegacie
- Sczuplienen: Szczupliny
- See Buckow: Bukowo Morskie
- Seeburg: Jeziorany
- Seefeld: Ołużna
- Seeligsfelde: Szeligowo
- Seidenberg: Zawidów
- Seitenberg: Stronie Śląskie
- Selbongen: Zełwągi
- Sellin: Zielin
- Semerow (Kreis Belgard-Schivelbein, Pommern): Ząbrowo
- Semmerow (Kreis Kolberg, Pommern): Ząbrowo
- Sensburg: Mrągowo
- Sibyllenort: Szczodre
- Siebenbeuthen: Bytomiec
- Siedkow: Żytelkowo
- Silesen: Żeleźno
- Simmatzig: Smardzko
- Skottau: Szkotowo
- Sohrau: Żory
- Soldau: Działdowo
- Soldin: Myślibórz
- Soldiner See: Jezioro Myśliborskie
- Sommerau (Kreis Görlitz, Niederschlesien): Białopole
- Sommerau (Kreis Marienburg, Ostpreußen): Ząbrowo
- Sommerau (Kreis Rosenberg, Ostpreußen): Ząbrowo
- Sommerfeld: Lubsko
- Sonnenburg: Słońsk
- Sorau: Żary
- Sosnowitz: Sosnowiec
- Späning: Więcław
- Springkrug: Moczyłki
- Stahlhammer: Kalety
- Standemin: Stanomino
- Stargard in Pommern: Stargard Szczeciński
- Starkowo (district Bytów, Pommeren): Starkowo
- Starkowo (district Słupsk, Pommeren): Starkowo
- Starkowo (Groot-Polen): Starkowo
- Steinkendorf: Grądzkie Ełckie
- Steinwitz: Ścinawica
- Sternberg: Torzym
- Stettin: Szczecin
- Stolp: Słupsk
- Stolpe (rivier): Słupia
- Stolpmünde: Ustka
- Stolzenberg: Sławoborze
- Strasburg: Brodnica
- Strehlen: Strzelin
- Stresow: Strzeszów
- Stuhm: Sztum
- Sudeten: Sudety
- Sudauen (1939–1945): Suwałki
- Swinemünde: Świnoujście
- Symbow: Zębowo
- Szittkehmen: Żytkiejmy

## T
- Tamsel: Dąbroszyn
- Tankow: Danków
- Tarnowitz: Tarnowskie Góry
- Technow: Ciechnowo
- Tempelburg: Czaplinek
- Teschen: Cieszyn
- Teschenbusch: Cieszyno
- Teschendorf, Kreis Dramburg: Cieszyno
- Teschendorf, Kreis Regenwalde: Cieszyno
- Thalheim: Dziurdziewo
- Thorn: Toruń
- Tichau: Tychy
- Tiegenhof: Nowy Dwór Gdański
- Tietzow: Tyczewo
- Tobelhof: Moczkowo
- Tost: Toszek
- Trebnitz: Trzebnica
- Treptow an der Rega: Trzebiatów
- Treptower Deep: Mrzeżyno
- Triebel: Trzebiel
- Troplowitz: Opawica
- Tschauchelwitz: Szukalice
- Tschechowitz: Czechowice-Dziedzice
- Tschenstochau: Częstochowa
- Tscherbeney: Czermna
- Tschicherzig, Odereck: Cigacice
- Tschönbankwitz: Szczepankowice
- Tuchel: Tuchola
- Türchau: Turoszów
- Tychow: Tychowo

## U
- Ujest: Ujazd (Woiwodschaft Oppeln)
- Ullersdorf an der Biele: Ołdrzychowice Kłodzkie (Woiwodschaft Niederschlesien)
- Unruhstadt: Kargowa (Woiwodschaft Lebus)
- Urdorf (1937–45): Powidzko (Woiwodschaft Niederschlesien)
- Usch Hauland: Ługi Ujskie (Woiwodschaft Großpolen)
- Usdau: Uzdowo (Woiwodschaft Ermland-Masuren)
- Usedom: Uznam (Woiwodschaft Westpommern)
- Ustron: Ustroń (Woiwodschaft Schlesien)

## V
- Varzin: Warcino
- Veddin: Widzino
- Venzlaffshagen: Więcław
- Vietnitz: Witnica
- Vietz: Witnica
- Vietzow: Wicewo
- Volpersdorf: Wolibórz
- Völschenhagen: Wilczkowo
- Völzkow: Wilczkowo
- Völzkowsee, Kreis Dramburg: Jezioro Wilczkowo
- Vorbruch: Rzęsna
- Vorwerk (Ostbrandenburg): Przybytnik
- Vorwerk (Ostpreußen): Folwark
- Vorwerk (Pommern): Kisielice
- Vorwerk (Schlesien): Folwark
- Vossowska: Fosowskie

## W
- Wadowitz: Wadowice
- Wald: Opolno Zdrój
- Wald Dievenow: Dziwnówek
- Waldenburg: Wałbrzych
- Waldowstrenk: Wałdowice
- Wahlstatt: Legnickie Pole
- Warnin, Kreis Belgard: Warnino
- Warnin, Kreis Köslin: Warnino
- Warnitz: Warnice
- Warschau: Warszawa
- Wartekow: Wartkowo
- Wartenstein: Przyrzecze
- Wartha: Bardo Śląskie
- Warthbrücken: Koło
- Warthe: Warta
- Wehen (1939-45): Wiechowice
- Wehowitz: Wiechowice
- Wehrau: Osiecznica
- Wehrkirchen: Żytkiejmy
- Weichsel: Wisła
- Weichsel (rivier): Wisła
- Weigelsdorf: Ostroszowice
- Weigelsdorf, Kreis Frankenstein: Wigancice
- Weigsdorf: Wigancice Żytawskie
- Weißeck: Wysoka
- Weißenberg: Biała Góra
- Welle (rivier): Wel
- Wendelsee: Wadów
- Wendisch Tychow: Tychowo
- Wieck: Wiekowice
- Wieschowa: Wieszowa
- Wildenbruch: Swobnica
- Wilhelmshöhe (Kreis Belgard): Ujazd
- Willenberg bei Braunsberg: Garbina
- Willenberg bei Marienburg: Wielbarka
- Willenberg bei Ortelsburg: Wielbark
- Wiltschau: Wilczków
- Winzig: Wińsko
- Wipper (rivier): Wieprza
- Wischnitz: Nowy Wiśnicz
- Wissek: Wysoka
- Wobeser: Objezierze
- Woldenberg: Dobiegniew
- Woldisch Tychow: Tychówko
- Wölfelsdorf: Wilkanów
- Wölfelsgrund: Międzygórze
- Wollin: Wolin
- Wollstein: Wolsztyn
- Wongrowitz: Wągrowiec
- Wopersnow: Oparzno
- Wormditt: Orneta
- Woynowo: Wojnowo
- Wreschen: Września
- Wünschelburg: Radków
- Wussow, Kreis Rummelsburg: Osowo
- Wussow, Kreis Belgard-Schivelbein: Osowo
- Wusterbarth: Ostre Bardo
- Wusterwitz: Ostrowiec
- Wüstewaltersdorf: Walim
- Wustrowsee: Ostrów
- Wutzow: Osówko

## X
- Xions: Książ Wielkopolski

## Z
- Zachasberg: Zacharzyn
- Zadtkow: Sadkowo
- Zäckerick: Siekierki
- Zantoch: Santok
- Zarnefanz: Czarnowęsy
- Zarnekow: Czarnkowo
- Zarnikow: Czarnkowo
- Zedlitzheide: Siedlików
- Zawadzki: Zawadzkie
- Zehden an der Oder: Cedynia
- Zellin: Czelin
- Zempelburg: Sępólno Krajeńskie
- Zernickow: Czarników
- Zernin: Czernin
- Zibelle: Niwica
- Zicher: Cychry
- Ziebingen: Cybinka
- Zielenzig: Sulęcin
- Zietlow: Sidłowo
- Ziezeneff: Cieszeniewo
- Zittel: Pasternik
- Zoppot: Sopot
- Zorndorf: Sarbinowo
- Zuchen, Kreis Belgard: Sucha
- Zuchen, Kreis Köslin: Sucha Koszalińska
- Zuckers: Suchorze
- Züllichau: Sulechów
- Zülz: Biała
- Zürkow: Syrkowice
- Zwillip: Świelubie
- Zwirnitz: Świerznica